# Wulingnus furcatus
Espèce
Wulingnus furcatus est une espèce d'araignées aranéomorphes de la famille des Linyphiidae.

## Distribution
Cette espèce est endémique du Hubei en Chine,. Elle se rencontre dans les xians de Badong et de Xuan'en et vers Enshi.

## Description
Le mâle holotype mesure 2,11 mm et la femelle paratype 2,42 mm.

## Systématique et taxinomie
Cette espèce a été décrite par Irfan, Zhang et Peng en 2025.

## Publication originale
- Irfan, Zhou, Peng & Zhang, 2025 : « Survey of Linyphiidae spiders (Arachnida: Araneae) from some oriental regions of China. » Megataxa, vol. 15, no 1, p. 1-248 (texte intégral).